# Prêmio iBest
O Prêmio iBest (anteriormente Internet World Best) é considerado como a maior premiação da internet no Brasil, sendo o prêmio anual oferecido aos melhores influenciadores, profissionais e empresas do mercado digital (internet, websites, redes sociais, apps e similares). 

## Histórico
A primeira edição foi realizada em 1995 com o nome "Internet World Best" e contava com duas categorias que julgavam websites corporativos e pessoais. Na ocasião, não houve eleição pelo juri popular, apenas pelo oficial.
No ano seguinte, o número de categorias subiu para 12, com cerca de 1,2 mil sites inscritos, contando com a votação do público para escolher os preferidos. Em seu auge, entre 2001 e 2004, o prêmio chegou a ter mais de 3 milhões de votos, tendo sido a maior premiação do gênero em todo o mundo.
Quando surgiu, o prêmio era administrado pelo Grupo Mantel, de Marcos Wettreich, e ainda se chamava Internet World Best. Em janeiro de 1999, foi constituída a iBest Company como empresa independente, com o objetivo de organizar o Prêmio iBest, com a exploração comercial das receitas de publicidade advindas do evento. No final de 1999, a GP Investimentos adquiriu 15% da iBest Company.

### Provedor e Portal iBest
Em dezembro de 2001, a empresa ampliou suas atividades, passando a oferecer e concentrar suas operações no provimento de acesso discado à Internet com a criação do provedor iBest e do portal iBest (daí que se originou o nome do prêmio). No mesmo mês, a Brasil Telecom, por meio de sua subsidiária BrT Serviços de Internet, adquiriu 12% da empresa, estabelecendo um acordo para fornecimento de infraestrutura de acesso à Internet à iBest.
O portal iBest reuniu também os serviços de e-commerce da Lokau.com e o serviço de e-mails gratuitos da MailBr, empresas que que foram adquiridas pela iBest Company. O Grupo Estado, responsável pelo jornal O Estado de São Paulo passou a atuar como organizador de todo o conteúdo jornalístico do Portal iBest. 
Entre 2002 e 2003, a BrT Serviços de Internet comprou 100% do capital social da iBest.
Em 2004, o iBest era o líder de mercado na Região II, onde a Brasil Telecom tinha sua concessão e segundo maior provedor de Internet gratuito do mercado brasileiro, com 4,5 milhões de usuários cadastrados e 1,3 milhão de usuários ativos.
Em 2003, o Prêmio iBest era a maior premiação da Internet brasileira, com mais de 30 mil sites cadastrados na edição.
Entre os serviços que o iBest oferecia estavam o iBest Acelerado, Suporte iBest 24 horas, HD iBest, iBest Fotos, Fotolog, Blogs, LIG,  Navegue e Ganhe, Acesso Premiado.
Em maio de 2004, o iG foi adquirido pela Brasil Telecom, tendo o negócio sido anunciado na entrega do Prêmio iBest. Adotou-se um novo logotipo, mantida a cor azul, agora definido como "Internet Generation". Os provedores de acesso à internet da Brasil Telecom (iG, iBest e BrTurbo) formavam o Internet Group. A fusão do IG com os portais iBest e BrTurbo foi concluída em 2006, marcada por nova campanha publicitária.
Com o processo de fusão, a marca foi incorporada ao iG, havendo uma pausa nas edições do prêmio.
Em 2008, o prêmio voltou em sua 12ª edição, com votos da Academia iBest e do Júri Popular. A partir de 2008 a premiação foi descontinuada.
A Oi comprou a operadora Brasil Telecom em 2008 por R$ 5,863 bilhões. O negócio foi acertado entre as duas empresas e a Oi incorporou a Brasil Telecom em 17 de maio de 2009.

### Retomada do prêmio
Após um hiato de 12 anos, em 2020, Marcos Wettreich recuperou a marca, abandonada pela empresa Oi por mais de 5 anos (através de um processo de caducidade no INPI) e voltou a realizar o prêmio, agora administrada pela iBest Global, com novas categorias, incluindo para aplicativos e redes sociais (Youtube, Instagram, Facebook e Twitter), num total de 53 categorias em 2020.
Em 2022 o iBest se consolidou  como  referência em serviços online no  Brasil, tendo participação recorde de 20 milhões de votos, computados em 87 categorias.      

## Resultados 2023
| Categoria                                      | Finalistas                                     | Voto Popular | Júri Academia | Ref    |  |
| ---------------------------------------------- | ---------------------------------------------- | ------------ | ------------- | ------ |  |
| Ações Sociais                                  | Padre Júlio Lancellotti                        | Venceu       |               | [ 21 ] |  |
| Ações Sociais                                  | Médicos sem Fronteiras                         | TOP3         | Venceu        | [ 21 ] |  |
| Ações Sociais                                  | Teleton aacd                                   | TOP3         |               | [ 21 ] |  |
| Ações Sociais                                  | Amigos do Bem                                  |              | TOP3          | [ 21 ] |  |
| Ações Sociais                                  | Razões para Acreditar                          |              | TOP3          | [ 21 ] |  |
| Agências de Influenciadores                    | Nonstop                                        | Venceu       | Venceu        | [ 21 ] |  |
| Agências de Influenciadores                    | Mynd 8                                         | TOP3         | TOP3          | [ 21 ] |  |
| Agências de Influenciadores                    | Play 9                                         | TOP3         | TOP3          | [ 21 ] |  |
| Apostas e Loterias                             | Esportes da Sorte                              | Venceu       |               | [ 21 ] |  |
| Apostas e Loterias                             | Sportingbet                                    |              | Venceu        | [ 21 ] |  |
| Apostas e Loterias                             | Betnacional                                    | TOP3         |               | [ 21 ] |  |
| Apostas e Loterias                             | EstrelaBet                                     | TOP3         | TOP3          | [ 21 ] |  |
| Apostas e Loterias                             | Betano                                         |              | TOP3          | [ 21 ] |  |
| Apresentadores de TV/Streaming                 | Silvio Santos \| Programa Silvio Santos        | Venceu       |               | [ 21 ] |  |
| Apresentadores de TV/Streaming                 | Tata Werneck \| Lady Night                     | TOP3         | Venceu        | [ 21 ] |  |
| Apresentadores de TV/Streaming                 | Danilo Gentili \| The Noite                    | TOP3         |               | [ 21 ] |  |
| Apresentadores de TV/Streaming                 | Fabio Porchat \| Que História é Essa, Porchat? |              | TOP3          | [ 21 ] |  |
| Apresentadores de TV/Streaming                 | Marcos Mion \| Caldeirão com Mion              |              | TOP3          | [ 21 ] |  |
| Arquitetura e Decoração                        | Ralph Dias \| Planarq Campos                   | Venceu       |               | [ 21 ] |  |
| Arquitetura e Decoração                        | Casa Vogue                                     |              | Venceu        | [ 21 ] |  |
| Arquitetura e Decoração                        | Larissa Reis Arquitetura                       | TOP3         |               | [ 21 ] |  |
| Arquitetura e Decoração                        | Doma Arquitetura                               | TOP3         | TOP3          | [ 21 ] |  |
| Arquitetura e Decoração                        | CASACOR                                        |              | TOP3          | [ 21 ] |  |
| Atleta Influenciador                           | Falcão 12                                      | Venceu       |               | [ 21 ] |  |
| Atleta Influenciador                           | Marta Silva 10                                 | TOP3         | Venceu        | [ 21 ] |  |
| Atleta Influenciador                           | Rayssa Leal                                    | TOP3         | TOP3          | [ 21 ] |  |
| Atleta Influenciador                           | Anderson Silva                                 |              | TOP3          | [ 21 ] |  |
| Bancos Digitais                                | Nubank                                         | Venceu       | Venceu        | [ 21 ] |  |
| Bancos Digitais                                | Inter                                          | TOP3         | TOP3          | [ 21 ] |  |
| Bancos Digitais                                | C6 Bank                                        | TOP3         |               | [ 21 ] |  |
| Bancos Digitais                                | Mercado Pago                                   |              | TOP3          | [ 21 ] |  |
| Beleza                                         | Mari Maria                                     | Venceu       | TOP3          | [ 21 ] |  |
| Beleza                                         | Bianca Andrade                                 |              | Venceu        | [ 21 ] |  |
| Beleza                                         | Patrícia Ramos                                 | TOP3         |               | [ 21 ] |  |
| Beleza                                         | Juliette                                       | TOP3         |               | [ 21 ] |  |
| Beleza                                         | Franciny Ehlke                                 |              | TOP3          | [ 21 ] |  |
| Brand Persona                                  | Zé Gotinha \| Ministério da Saúde              | Venceu       | Venceu        | [ 21 ] |  |
| Brand Persona                                  | Dollynho \| Dolly                              | TOP3         | TOP3          | [ 21 ] |  |
| Brand Persona                                  | Lu \| Magalu                                   | TOP3         | TOP3          | [ 21 ] |  |
| Canal de Cinema, TV e Streaming                | Netflix                                        | Venceu       | Venceu        | [ 21 ] |  |
| Canal de Cinema, TV e Streaming                | Prime Video                                    | TOP3         | TOP3          | [ 21 ] |  |
| Canal de Cinema, TV e Streaming                | Chapéus de Palha                               | TOP3         |               | [ 21 ] |  |
| Canal de Cinema, TV e Streaming                | Globoplay                                      |              | TOP3          | [ 21 ] |  |
| Canal de Culinária e Gastronomia               | TudoGostoso                                    | Venceu       | TOP3          | [ 21 ] |  |
| Canal de Culinária e Gastronomia               | MasterChef Brasil                              | TOP3         | Venceu        | [ 21 ] |  |
| Canal de Culinária e Gastronomia               | Panelinha                                      | TOP3         | TOP3          | [ 21 ] |  |
| Canal de Economia e Negócios                   | SEBRAE                                         | Venceu       |               | [ 21 ] |  |
| Canal de Economia e Negócios                   | Shark Tank Brasil                              | TOP3         | Venceu        | [ 21 ] |  |
| Canal de Economia e Negócios                   | Pequenas Empresas Grandes Negócios             | TOP3         | TOP3          | [ 21 ] |  |
| Canal de Economia e Negócios                   | Exame                                          |              | TOP3          | [ 21 ] |  |
| Canal de Educação                              | Duolingo                                       | Venceu       | Venceu        | [ 21 ] |  |
| Canal de Educação                              | SENAI                                          | TOP3         | TOP3          | [ 21 ] |  |
| Canal de Educação                              | Descomplica                                    | TOP3         | TOP3          | [ 21 ] |  |
| Canal de Esportes                              | CazéTV                                         | Venceu       | Venceu        | [ 21 ] |  |
| Canal de Esportes                              | Jovem Pan Esportes                             | TOP3         |               | [ 21 ] |  |
| Canal de Esportes                              | Desimpedidos                                   | TOP3         |               | [ 21 ] |  |
| Canal de Esportes                              | ESPN                                           |              | TOP3          | [ 21 ] |  |
| Canal de Esportes                              | GE                                             |              | TOP3          | [ 21 ] |  |
| Canal de Investimentos                         | XP                                             | Venceu       | TOP3          | [ 21 ] |  |
| Canal de Investimentos                         | InfoMoney                                      | TOP3         | Venceu        | [ 21 ] |  |
| Canal de Investimentos                         | BTG Pactual                                    | TOP3         |               | [ 21 ] |  |
| Canal de Investimentos                         | Valor Investe                                  |              | TOP3          | [ 21 ] |  |
| Canal de Opinião                               | ICL \| Instituto Conhecimento Liberta          | Venceu       |               | [ 21 ] |  |
| Canal de Opinião                               | O Antagonista                                  |              | Venceu        | [ 21 ] |  |
| Canal de Opinião                               | Revista Oeste                                  | TOP3         |               | [ 21 ] |  |
| Canal de Opinião                               | Galãs Feios                                    | TOP3         |               | [ 21 ] |  |
| Canal de Opinião                               | Estadão \| Opinião                             |              | TOP3          | [ 21 ] |  |
| Canal de Opinião                               | Revista Piauí                                  |              | TOP3          | [ 21 ] |  |
| Canal de Política                              | Os Pingos nos Is                               | Venceu       |               | [ 21 ] |  |
| Canal de Política                              | Política Estadão                               |              | Venceu        | [ 21 ] |  |
| Canal de Política                              | Brasil 247                                     | TOP3         |               | [ 21 ] |  |
| Canal de Política                              | O Antagonista                                  | TOP3         | TOP3          | [ 21 ] |  |
| Canal de Política                              | Poder360                                       |              | TOP3          | [ 21 ] |  |
| Celebridades e Fofocas                         | Choquei                                        | Venceu       | TOP3          | [ 21 ] |  |
| Celebridades e Fofocas                         | Diva Depressão                                 | TOP3         | Venceu        | [ 21 ] |  |
| Celebridades e Fofocas                         | Leo Dias                                       | TOP3         |               | [ 21 ] |  |
| Celebridades e Fofocas                         | Gina Indelicada                                |              | TOP3          | [ 21 ] |  |
| Comportamento                                  | Cátia Damasceno                                | Venceu       |               | [ 21 ] |  |
| Comportamento                                  | Rafa Kalimann                                  |              | Venceu        | [ 21 ] |  |
| Comportamento                                  | Lorena Improta                                 | TOP3         | TOP3          | [ 21 ] |  |
| Comportamento                                  | Ruivinha de Marte                              |              | TOP3          | [ 21 ] |  |
| Conteúdo de Games                              | Cellbit                                        | Venceu       | Venceu        | [ 21 ] |  |
| Conteúdo de Games                              | Paulinho o LOKO                                | TOP3         |               | [ 21 ] |  |
| Conteúdo de Games                              | Jazzghost \| Juliano Barros                    | TOP3         |               | [ 21 ] |  |
| Conteúdo de Games                              | Malena                                         |              | TOP3          | [ 21 ] |  |
| Conteúdo de Games                              | Loud Babi                                      |              | TOP3          | [ 21 ] |  |
| Corretoras Digitais                            | NuInvest                                       | Venceu       | TOP3          | [ 21 ] |  |
| Corretoras Digitais                            | Inter                                          | TOP3         | Venceu        | [ 21 ] |  |
| Corretoras Digitais                            | XP                                             | TOP3         | TOP3          | [ 21 ] |  |
| Creator do Ano                                 | Peter Jordan                                   | Venceu       | TOP3          | [ 21 ] |  |
| Creator do Ano                                 | Casimiro Miguel                                | TOP3         | Venceu        | [ 21 ] |  |
| Creator do Ano                                 | Felipe Neto                                    | TOP3         |               | [ 21 ] |  |
| Creator do Ano                                 | Virginia Fonseca                               |              | TOP3          | [ 21 ] |  |
| Cultura e Curiosidades                         | Ciência Todo Dia                               | Venceu       | TOP3          | [ 21 ] |  |
| Cultura e Curiosidades                         | SpaceToday                                     | TOP3         | Venceu        | [ 21 ] |  |
| Cultura e Curiosidades                         | Manual do Mundo                                | TOP3         | TOP3          | [ 21 ] |  |
| Desenvolvimento Pessoal                        | Mario Sergio Cortella                          | Venceu       | Venceu        | [ 21 ] |  |
| Desenvolvimento Pessoal                        | Leandro Karnal                                 | TOP3         | TOP3          | [ 21 ] |  |
| Desenvolvimento Pessoal                        | Joel Jota                                      | TOP3         | TOP3          | [ 21 ] |  |
| Diversidade e Inclusão                         | Fernando Fernandes                             | Venceu       | TOP3          | [ 21 ] |  |
| Diversidade e Inclusão                         | Maira Gomez \| Jügoa                           | TOP3         | Venceu        | [ 21 ] |  |
| Diversidade e Inclusão                         | We’e’ena Tikuna                                | TOP3         |               | [ 21 ] |  |
| Diversidade e Inclusão                         | Marcos Lima \| Histórias de Cego               |              | TOP3          | [ 21 ] |  |
| DIY, Faça Você Mesmo                           | Manual do Mundo                                | Venceu       | Venceu        | [ 21 ] |  |
| DIY, Faça Você Mesmo                           | Almanaque SOS                                  | TOP3         | TOP3          | [ 21 ] |  |
| DIY, Faça Você Mesmo                           | Casal Perdidinho                               | TOP3         |               | [ 21 ] |  |
| DIY, Faça Você Mesmo                           | Lara \| Caseirices                             |              | TOP3          | [ 21 ] |  |
| Edutech                                        | Descomplica                                    | Venceu       | TOP3          | [ 21 ] |  |
| Edutech                                        | UOL Edtech                                     |              | Venceu        | [ 21 ] |  |
| Edutech                                        | Alura                                          | TOP3         |               | [ 21 ] |  |
| Edutech                                        | Passei Direto                                  | TOP3         |               | [ 21 ] |  |
| Edutech                                        | Somos Educação                                 |              | TOP3          | [ 21 ] |  |
| Família                                        | Morgana Secco                                  | Venceu       |               | [ 21 ] |  |
| Família                                        | Marcos Mion e Família                          | TOP3         | Venceu        | [ 21 ] |  |
| Família                                        | Giovanna Ewbank e Bruno Gagliasso              | TOP3         | TOP3          | [ 21 ] |  |
| Família                                        | Tata Estaniecki e Júlio Cocielo                |              | TOP3          | [ 21 ] |  |
| Fandom Brasil                                  | Nerdolas do Peter Jordan                       | Venceu       |               | [ 21 ] |  |
| Fandom Brasil                                  | Fandom da Tata Werneck                         |              | Venceu        | [ 21 ] |  |
| Fandom Brasil                                  | Corujas do Felipe Neto                         | TOP3         | TOP3          | [ 21 ] |  |
| Fandom Brasil                                  | Fandom do Whindersson Nunes                    | TOP3         | TOP3          | [ 21 ] |  |
| Fandom de Música                               | Rebanho da Marília Mendonça                    | Venceu       | Venceu        | [ 21 ] |  |
| Fandom de Música                               | Fandom da Simone Mendes                        | TOP3         |               | [ 21 ] |  |
| Fandom de Música                               | Cactos da Juliette                             | TOP3         |               | [ 21 ] |  |
| Fandom de Música                               | Anitters da Anitta                             |              | TOP3          | [ 21 ] |  |
| Fandom de Música                               | Gusttavetes do Gusttavo Lima                   |              | TOP3          | [ 21 ] |  |
| Fitness e Wellness                             | Renato Cariani                                 | Venceu       | Venceu        | [ 21 ] |  |
| Fitness e Wellness                             | Carol Borba                                    | TOP3         |               | [ 21 ] |  |
| Fitness e Wellness                             | Paulo Muzy                                     | TOP3         | TOP3          | [ 21 ] |  |
| Fitness e Wellness                             | Gorgonoid                                      |              | TOP3          | [ 21 ] |  |
| Futebolista Influenciador                      | Vinicius Jr.                                   | Venceu       | Venceu        | [ 21 ] |  |
| Futebolista Influenciador                      | Neymar Jr.                                     | TOP3         |               | [ 21 ] |  |
| Futebolista Influenciador                      | Ronaldinho                                     | TOP3         |               | [ 21 ] |  |
| Futebolista Influenciador                      | Richarlison                                    |              | TOP3          | [ 21 ] |  |
| Futebolista Influenciador                      | Zico                                           |              | TOP3          | [ 21 ] |  |
| Gamer Influenciador                            | Alan Ferreira \| Alanzoka                      | Venceu       | TOP3          | [ 21 ] |  |
| Gamer Influenciador                            | Gaules \| Alexandre Borba                      | TOP3         | Venceu        | [ 21 ] |  |
| Gamer Influenciador                            | viniccius13                                    | TOP3         |               | [ 21 ] |  |
| Gamer Influenciador                            | Authentic Games \| Marco Túlio                 |              | TOP3          | [ 21 ] |  |
| Gospel                                         | Fernandinho                                    | Venceu       |               | [ 21 ] |  |
| Gospel                                         | Aline Barros                                   | TOP3         | Venceu        | [ 21 ] |  |
| Gospel                                         | Bruna Karla                                    | TOP3         |               | [ 21 ] |  |
| Gospel                                         | Isadora Pompeo                                 |              | TOP3          | [ 21 ] |  |
| Gospel                                         | Morada Oficial                                 |              | TOP3          | [ 21 ] |  |
| Governo Estadual                               | SAC Digital Bahia                              | Venceu       |               | [ 21 ] |  |
| Governo Estadual                               | Poupatempo São Paulo                           | TOP3         | Venceu        | [ 21 ] |  |
| Governo Estadual                               | Centro de Operações Rio                        | TOP3         |               | [ 21 ] |  |
| Governo Estadual                               | MG App                                         |              | TOP3          | [ 21 ] |  |
| Governo Estadual                               | RS.GOV.BR \| Portal de Serviços Digitais       |              | TOP3          | [ 21 ] |  |
| Governo Federal                                | PIX                                            | Venceu       | Venceu        | [ 21 ] |  |
| Governo Federal                                | GOV.BR                                         | TOP3         | TOP3          | [ 21 ] |  |
| Governo Federal                                | Carteira Digital de Trânsito                   | TOP3         |               | [ 21 ] |  |
| Governo Federal                                | Conecte SUS                                    |              | TOP3          | [ 21 ] |  |
| Healthtech                                     | Doctoralia                                     | Venceu       | TOP3          | [ 21 ] |  |
| Healthtech                                     | Dr. Consulta                                   | TOP3         | Venceu        | [ 21 ] |  |
| Healthtech                                     | Alice                                          | TOP3         |               | [ 21 ] |  |
| Healthtech                                     | Memed                                          |              | TOP3          | [ 21 ] |  |
| Humor                                          | Danilo Gentili                                 | Venceu       |               | [ 21 ] |  |
| Humor                                          | Porta dos Fundos                               |              | Venceu        | [ 21 ] |  |
| Humor                                          | Tata Werneck                                   | TOP3         | TOP3          | [ 21 ] |  |
| Humor                                          | Diogo Defante                                  | TOP3         |               | [ 21 ] |  |
| Humor                                          | Rafael Portugal                                |              | TOP3          | [ 21 ] |  |
| Infantil                                       | Flavinha Louise                                | Venceu       |               | [ 21 ] |  |
| Infantil                                       | Mundo Bita                                     | TOP3         | Venceu        | [ 21 ] |  |
| Infantil                                       | Turma da Mônica                                | TOP3         |               | [ 21 ] |  |
| Infantil                                       | Disney                                         |              | TOP3          | [ 21 ] |  |
| Infantil                                       | Ronaldo de Azevedo \| Gato Galáctico           |              | TOP3          | [ 21 ] |  |
| Influenciador Acre                             | Jéssica Ingrede                                | Venceu       | TOP3          | [ 21 ] |  |
| Influenciador Acre                             | Gleici Damasceno                               | TOP3         | Venceu        | [ 21 ] |  |
| Influenciador Acre                             | Weverton Pereira                               | TOP3         | TOP3          | [ 21 ] |  |
| Influenciador Alagoas                          | Marta Silva 10                                 | Venceu       | Venceu        | [ 21 ] |  |
| Influenciador Alagoas                          | Carlinhos Maia                                 | TOP3         | TOP3          | [ 21 ] |  |
| Influenciador Alagoas                          | Alvaro                                         | TOP3         |               | [ 21 ] |  |
| Influenciador Alagoas                          | Rica de Marré \| Gabriela Sales                |              | TOP3          | [ 21 ] |  |
| Influenciador Amazonas                         | Vivian Amorim                                  | Venceu       |               | [ 21 ] |  |
| Influenciador Amazonas                         | Ruivinha de Marte                              |              | Venceu        | [ 21 ] |  |
| Influenciador Amazonas                         | Maira Gomez \| Jügoa                           | TOP3         | TOP3          | [ 21 ] |  |
| Influenciador Amazonas                         | Malvino Salvador                               |              | TOP3          | [ 21 ] |  |
| Influenciador Bahia                            | Luva de Pedreiro \| Iran Ferreira              | Venceu       |               | [ 21 ] |  |
| Influenciador Bahia                            | Simone Mendes                                  | TOP3         | Venceu        | [ 21 ] |  |
| Influenciador Bahia                            | Ivete Sangalo                                  | TOP3         | TOP3          | [ 21 ] |  |
| Influenciador Bahia                            | Pitty                                          |              | TOP3          | [ 21 ] |  |
| Influenciador Brasília                         | MC Divertida Maria Clara                       | Venceu       | TOP3          | [ 21 ] |  |
| Influenciador Brasília                         | Hugo Gloss \| Bruno Rocha                      | TOP3         | Venceu        | [ 21 ] |  |
| Influenciador Brasília                         | Lucas Lira \| Invento na Hora                  | TOP3         | TOP3          | [ 21 ] |  |
| Influenciador Ceará                            | Tirullipa                                      | Venceu       |               | [ 21 ] |  |
| Influenciador Ceará                            | Renato Aragão                                  | TOP3         | Venceu        | [ 21 ] |  |
| Influenciador Ceará                            | Tom Cavalcante                                 | TOP3         | TOP3          | [ 21 ] |  |
| Influenciador Ceará                            | Matuê                                          |              | TOP3          | [ 21 ] |  |
| Influenciador da Música                        | Gusttavo Lima                                  | Venceu       |               | [ 21 ] |  |
| Influenciador da Música                        | Alok                                           | TOP3         | Venceu        | [ 21 ] |  |
| Influenciador da Música                        | Simone Mendes                                  | TOP3         |               | [ 21 ] |  |
| Influenciador da Música                        | Anitta                                         |              | TOP3          | [ 21 ] |  |
| Influenciador da Música                        | Ivete Sangalo                                  |              | TOP3          | [ 21 ] |  |
| Influenciador de Cinema, TV e Streaming        | Peter Jordan \| Ei Nerd                        | Venceu       | TOP3          | [ 21 ] |  |
| Influenciador de Cinema, TV e Streaming        | Gaveta \| Anderson Almeida                     | TOP3         | Venceu        | [ 21 ] |  |
| Influenciador de Cinema, TV e Streaming        | Evandro Fuzari \| Canal MangaQ                 | TOP3         |               | [ 21 ] |  |
| Influenciador de Cinema, TV e Streaming        | Gabriel Dearo \| Operação Cinema               |              | TOP3          | [ 21 ] |  |
| Influenciador de Culinária e Gastronomia       | Paola Carosella                                | Venceu       | Venceu        | [ 21 ] |  |
| Influenciador de Culinária e Gastronomia       | Isamara Amâncio                                | TOP3         |               | [ 21 ] |  |
| Influenciador de Culinária e Gastronomia       | Ana Maria Braga                                | TOP3         | TOP3          | [ 21 ] |  |
| Influenciador de Culinária e Gastronomia       | Diego Assalve \| Receitas de Pai               |              | TOP3          | [ 21 ] |  |
| Influenciador de Economia e Negócios           | Eduardo Moreira                                | Venceu       |               | [ 21 ] |  |
| Influenciador de Economia e Negócios           | João Kepler                                    |              | Venceu        | [ 21 ] |  |
| Influenciador de Economia e Negócios           | Peter Jordan \| Nerds de Negócios              | TOP3         | TOP3          | [ 21 ] |  |
| Influenciador de Economia e Negócios           | Flávio Augusto \| Geração de Valor             | TOP3         |               | [ 21 ] |  |
| Influenciador de Economia e Negócios           | Ricardo Amorim                                 |              | TOP3          | [ 21 ] |  |
| Influenciador de Educação                      | Thiago Braga \| Impérios AD                    | Venceu       |               | [ 21 ] |  |
| Influenciador de Educação                      | Gustavo Guanabara \| Curso em Vídeo            |              | Venceu        | [ 21 ] |  |
| Influenciador de Educação                      | Professor Ricardo Marcílio                     | TOP3         |               | [ 21 ] |  |
| Influenciador de Educação                      | Teacher Paula Gabriela                         | TOP3         |               | [ 21 ] |  |
| Influenciador de Educação                      | Mairo Vergara                                  |              | TOP3          | [ 21 ] |  |
| Influenciador de Educação                      | Professor Noslen                               |              | TOP3          | [ 21 ] |  |
| Influenciador de Esportes                      | Casimiro Miguel                                | Venceu       | Venceu        | [ 21 ] |  |
| Influenciador de Esportes                      | Craque Neto                                    | TOP3         |               | [ 21 ] |  |
| Influenciador de Esportes                      | Fred Bruno                                     | TOP3         |               | [ 21 ] |  |
| Influenciador de Esportes                      | Denilson Show                                  |              | TOP3          | [ 21 ] |  |
| Influenciador de Esportes                      | Renata Fan                                     |              | TOP3          | [ 21 ] |  |
| Influenciador de Inovação e Tecnologia         | Thiago Augusto \| Jornada Top                  | Venceu       | TOP3          | [ 21 ] |  |
| Influenciador de Inovação e Tecnologia         | Nina da Hora                                   | TOP3         | Venceu        | [ 21 ] |  |
| Influenciador de Inovação e Tecnologia         | Gesiel Taveira                                 | TOP3         |               | [ 21 ] |  |
| Influenciador de Inovação e Tecnologia         | Junior Borneli                                 |              | TOP3          | [ 21 ] |  |
| Influenciador de Investimentos                 | Nathalia Arcuri \| Me Poupe!                   | Venceu       | TOP3          | [ 21 ] |  |
| Influenciador de Investimentos                 | Pablo Spyer \| Touro de Ouro                   | TOP3         | Venceu        | [ 21 ] |  |
| Influenciador de Investimentos                 | Thiago Nigro \| O Primo Rico                   | TOP3         |               | [ 21 ] |  |
| Influenciador de Investimentos                 | Gustavo Cerbasi                                |              | TOP3          | [ 21 ] |  |
| Influenciador de Marketing Digital             | Erico Rocha                                    | Venceu       |               | [ 21 ] |  |
| Influenciador de Marketing Digital             | João Branco                                    |              | Venceu        | [ 21 ] |  |
| Influenciador de Marketing Digital             | Leandro Ladeira                                | TOP3         |               | [ 21 ] |  |
| Influenciador de Marketing Digital             | Ana Tex                                        | TOP3         | TOP3          | [ 21 ] |  |
| Influenciador de Marketing Digital             | Paulo Cuenca                                   |              | TOP3          | [ 21 ] |  |
| Influenciador de Opinião                       | Peter Jordan                                   | Venceu       |               | [ 21 ] |  |
| Influenciador de Opinião                       | Mario Sergio Cortella                          | TOP3         | Venceu        | [ 21 ] |  |
| Influenciador de Opinião                       | Felipe Neto                                    | TOP3         |               | [ 21 ] |  |
| Influenciador de Opinião                       | Danilo Gentili                                 |              | TOP3          | [ 21 ] |  |
| Influenciador de Opinião                       | Ricardo Amorim                                 |              | TOP3          | [ 21 ] |  |
| Influenciador de Política                      | José Fernandes Jr. \| Portal do José           | Venceu       |               | [ 21 ] |  |
| Influenciador de Política                      | Reinaldo Azevedo                               | TOP3         | Venceu        | [ 21 ] |  |
| Influenciador de Política                      | Thiago dos Reis \| Plantão Brasil              | TOP3         |               | [ 21 ] |  |
| Influenciador de Política                      | Felipe Moura Brasil                            |              | TOP3          | [ 21 ] |  |
| Influenciador de Política                      | Gabriela Prioli                                |              | TOP3          | [ 21 ] |  |
| Influenciador de Religião                      | Pastor Claudio Duarte                          | Venceu       | TOP3          | [ 21 ] |  |
| Influenciador de Religião                      | Padre Julio Lancellotti                        | TOP3         | Venceu        | [ 21 ] |  |
| Influenciador de Religião                      | Padre Marcelo Rossi                            | TOP3         | TOP3          | [ 21 ] |  |
| Influenciador de RH                            | Izabella Camargo                               | Venceu       |               | [ 21 ] |  |
| Influenciador de RH                            | Sofia Esteves                                  |              | Venceu        | [ 21 ] |  |
| Influenciador de RH                            | Carolina Martins                               | TOP3         | TOP3          | [ 21 ] |  |
| Influenciador de RH                            | Paula Boarin                                   | TOP3         |               | [ 21 ] |  |
| Influenciador Espírito Santo                   | Padre Patrick Fernandes                        | Venceu       | TOP3          | [ 21 ] |  |
| Influenciador Espírito Santo                   | Richarlison                                    | TOP3         | Venceu        | [ 21 ] |  |
| Influenciador Espírito Santo                   | Renato Albani                                  | TOP3         |               | [ 21 ] |  |
| Influenciador Espírito Santo                   | Arthur Picoli                                  |              | TOP3          | [ 21 ] |  |
| Influenciador Goiás                            | Leonardo                                       | Venceu       | TOP3          | [ 21 ] |  |
| Influenciador Goiás                            | Alok                                           | TOP3         | Venceu        | [ 21 ] |  |
| Influenciador Goiás                            | Camila Pudim                                   | TOP3         |               | [ 21 ] |  |
| Influenciador Goiás                            | Zé Felipe                                      |              | TOP3          | [ 21 ] |  |
| Influenciador Linkedin                         | Mario Sergio Cortella                          | Venceu       | TOP3          | [ 21 ] |  |
| Influenciador Linkedin                         | Ricardo Amorim                                 |              | Venceu        | [ 21 ] |  |
| Influenciador Linkedin                         | Camila Farani                                  | TOP3         | TOP3          | [ 21 ] |  |
| Influenciador Maranhão                         | Francisco Garcia                               | Venceu       |               | [ 21 ] |  |
| Influenciador Maranhão                         | Radija Pereira                                 |              | Venceu        | [ 21 ] |  |
| Influenciador Maranhão                         | Manoel Gomes                                   | TOP3         |               | [ 21 ] |  |
| Influenciador Maranhão                         | Edelson Sobrevivente                           | TOP3         |               | [ 21 ] |  |
| Influenciador Maranhão                         | Pabllo Vittar                                  |              | TOP3          | [ 21 ] |  |
| Influenciador Maranhão                         | Rayssa Leal                                    |              | TOP3          | [ 21 ] |  |
| Influenciador Mato Grosso                      | Otaviano Costa                                 | Venceu       |               | [ 21 ] |  |
| Influenciador Mato Grosso                      | Vanessa da Mata                                |              | Venceu        | [ 21 ] |  |
| Influenciador Mato Grosso                      | Maraisa                                        | TOP3         | TOP3          | [ 21 ] |  |
| Influenciador Mato Grosso                      | Maiara                                         | TOP3         | TOP3          | [ 21 ] |  |
| Influenciador Mato Grosso do Sul               | Ney Matogrosso                                 | Venceu       | Venceu        | [ 21 ] |  |
| Influenciador Mato Grosso do Sul               | Ana Castela                                    | TOP3         | TOP3          | [ 21 ] |  |
| Influenciador Mato Grosso do Sul               | Luan Santana                                   | TOP3         | TOP3          | [ 21 ] |  |
| Influenciador Minas Gerais                     | Padre Fábio de Melo                            | Venceu       |               | [ 21 ] |  |
| Influenciador Minas Gerais                     | Isis Valverde                                  | TOP3         | Venceu        | [ 21 ] |  |
| Influenciador Minas Gerais                     | Enaldinho \| Enaldo Lopes                      | TOP3         |               | [ 21 ] |  |
| Influenciador Minas Gerais                     | Gusttavo Lima                                  |              | TOP3          | [ 21 ] |  |
| Influenciador Minas Gerais                     | Mari Maria                                     |              | TOP3          | [ 21 ] |  |
| Influenciador Pará                             | Murilo Couto                                   | Venceu       | Venceu        | [ 21 ] |  |
| Influenciador Pará                             | Joelma                                         | TOP3         |               | [ 21 ] |  |
| Influenciador Pará                             | Victor Nogueira \| Senhor Alguém               | TOP3         |               | [ 21 ] |  |
| Influenciador Pará                             | Gustavo Ramos \| Malcom Salsicha               |              | TOP3          | [ 21 ] |  |
| Influenciador Pará                             | Dira Paes                                      |              | TOP3          | [ 21 ] |  |
| Influenciador Paraíba                          | Juliette                                       | Venceu       | Venceu        | [ 21 ] |  |
| Influenciador Paraíba                          | Hulk                                           | TOP3         |               | [ 21 ] |  |
| Influenciador Paraíba                          | GKAY \| Gessica Kayane                         | TOP3         | TOP3          | [ 21 ] |  |
| Influenciador Paraíba                          | Rafael Cunha                                   |              | TOP3          | [ 21 ] |  |
| Influenciador Paraná                           | Celso Portiolli                                | Venceu       |               | [ 21 ] |  |
| Influenciador Paraná                           | Larissa Manoela                                |              | Venceu        | [ 21 ] |  |
| Influenciador Paraná                           | Renato Garcia                                  | TOP3         |               | [ 21 ] |  |
| Influenciador Paraná                           | Rezende Evil \| Pedro Rezende                  | TOP3         |               | [ 21 ] |  |
| Influenciador Paraná                           | Grazi Massafera                                |              | TOP3          | [ 21 ] |  |
| Influenciador Paraná                           | Kéfera Buchmann                                |              | TOP3          | [ 21 ] |  |
| Influenciador Pernambuco                       | Sikera Junior                                  | Venceu       | TOP3          | [ 21 ] |  |
| Influenciador Pernambuco                       | Gil do Vigor                                   | TOP3         | Venceu        | [ 21 ] |  |
| Influenciador Pernambuco                       | João Gomes                                     | TOP3         |               | [ 21 ] |  |
| Influenciador Pernambuco                       | Victor Melo                                    |              | TOP3          | [ 21 ] |  |
| Influenciador Piauí                            | Whindersson Nunes                              | Venceu       | Venceu        | [ 21 ] |  |
| Influenciador Piauí                            | Leuriscleia                                    | TOP3         |               | [ 21 ] |  |
| Influenciador Piauí                            | Elana Valenaria                                | TOP3         | TOP3          | [ 21 ] |  |
| Influenciador Piauí                            | Stefhany Cardoso                               |              | TOP3          | [ 21 ] |  |
| Influenciador Rio de Janeiro                   | Casimiro Miguel                                | Venceu       | Venceu        | [ 21 ] |  |
| Influenciador Rio de Janeiro                   | Felipe Neto                                    | TOP3         | TOP3          | [ 21 ] |  |
| Influenciador Rio de Janeiro                   | Tata Werneck                                   | TOP3         |               | [ 21 ] |  |
| Influenciador Rio de Janeiro                   | Bruna Marquezine                               |              | TOP3          | [ 21 ] |  |
| Influenciador Rio Grande do Norte              | Emanuel Kadry                                  | Venceu       | Venceu        | [ 21 ] |  |
| Influenciador Rio Grande do Norte              | Cremosinho                                     | TOP3         |               | [ 21 ] |  |
| Influenciador Rio Grande do Norte              | Tiago Dionisio                                 | TOP3         |               | [ 21 ] |  |
| Influenciador Rio Grande do Norte              | Humorista Talokudo                             |              | TOP3          | [ 21 ] |  |
| Influenciador Rio Grande do Norte              | Xand Avião                                     |              | TOP3          | [ 21 ] |  |
| Influenciador Rio Grande do Sul                | Ronaldinho                                     | Venceu       |               | [ 21 ] |  |
| Influenciador Rio Grande do Sul                | Xuxa Meneghel                                  | TOP3         | Venceu        | [ 21 ] |  |
| Influenciador Rio Grande do Sul                | Ana Hickmann                                   | TOP3         |               | [ 21 ] |  |
| Influenciador Rio Grande do Sul                | Gisele Bündchen                                |              | TOP3          | [ 21 ] |  |
| Influenciador Rio Grande do Sul                | Luísa Sonza                                    |              | TOP3          | [ 21 ] |  |
| Influenciador Rondônia                         | Fernando Zor                                   | Venceu       | TOP3          | [ 21 ] |  |
| Influenciador Rondônia                         | Carol Cardoso                                  |              | Venceu        | [ 21 ] |  |
| Influenciador Rondônia                         | Willou Alves                                   | TOP3         |               | [ 21 ] |  |
| Influenciador Rondônia                         | Watson Alves                                   | TOP3         |               | [ 21 ] |  |
| Influenciador Rondônia                         | Jaquelline Grohalski                           |              | TOP3          | [ 21 ] |  |
| Influenciador Roraima                          | Marília Tavares                                | Venceu       |               | [ 21 ] |  |
| Influenciador Roraima                          | Sonja Chacon                                   | TOP3         | Venceu        | [ 21 ] |  |
| Influenciador Roraima                          | Huma Kimak                                     | TOP3         |               | [ 21 ] |  |
| Influenciador Roraima                          | Sandro Junior                                  |              | TOP3          | [ 21 ] |  |
| Influenciador Roraima                          | Thuany Azevedo                                 |              | TOP3          | [ 21 ] |  |
| Influenciador Santa Catarina                   | Rodrigo Hilbert                                | Venceu       | Venceu        | [ 21 ] |  |
| Influenciador Santa Catarina                   | Falcão 12                                      | TOP3         | TOP3          | [ 21 ] |  |
| Influenciador Santa Catarina                   | Doarda                                         | TOP3         | TOP3          | [ 21 ] |  |
| Influenciador São Paulo                        | Danilo Gentili                                 | Venceu       |               | [ 21 ] |  |
| Influenciador São Paulo                        | Marcos Mion                                    | TOP3         | Venceu        | [ 21 ] |  |
| Influenciador São Paulo                        | Rodrigo Faro                                   | TOP3         |               | [ 21 ] |  |
| Influenciador São Paulo                        | Giovanna Ewbank                                |              | TOP3          | [ 21 ] |  |
| Influenciador São Paulo                        | Viih Tube                                      |              | TOP3          | [ 21 ] |  |
| Influenciador Sergipe                          | Fernandinho                                    | Venceu       | TOP3          | [ 21 ] |  |
| Influenciador Sergipe                          | Sheilla Raquel                                 |              | Venceu        | [ 21 ] |  |
| Influenciador Sergipe                          | Nay Dantas                                     | TOP3         |               | [ 21 ] |  |
| Influenciador Sergipe                          | Diego Costa                                    | TOP3         |               | [ 21 ] |  |
| Influenciador Sergipe                          | Ricardo Camargo                                |              | TOP3          | [ 21 ] |  |
| Influenciador Tocantins                        | Alessandra Araújo                              | Venceu       |               | [ 21 ] |  |
| Influenciador Tocantins                        | Vitória Falcão                                 |              | Venceu        | [ 21 ] |  |
| Influenciador Tocantins                        | Henrique e Juliano                             | TOP3         |               | [ 21 ] |  |
| Influenciador Tocantins                        | Evoney Fernandes                               | TOP3         |               | [ 21 ] |  |
| Influenciador Tocantins                        | Delino Marçal                                  |              | TOP3          | [ 21 ] |  |
| Influenciador Tocantins                        | Fran Adorno                                    |              | TOP3          | [ 21 ] |  |
| Influenciador Twitter                          | Danilo Gentili                                 | Venceu       |               | [ 21 ] |  |
| Influenciador Twitter                          | Felipe Neto                                    | TOP3         | Venceu        | [ 21 ] |  |
| Influenciador Twitter                          | Maisa                                          | TOP3         |               | [ 21 ] |  |
| Influenciador Twitter                          | Tata Werneck                                   |              | TOP3          | [ 21 ] |  |
| Influenciador Twitter                          | Fabio Porchat                                  |              | TOP3          | [ 21 ] |  |
| Inovação e Experiência de Compra Em E-commerce | Mercado Livre \| Entrega Full                  | Venceu       | Venceu        | [ 21 ] |  |
| Inovação e Experiência de Compra Em E-commerce | Amazon \| Pacote Prime                         | TOP3         | TOP3          | [ 21 ] |  |
| Inovação e Experiência de Compra Em E-commerce | Shopee \| Preço Imbativel                      | TOP3         |               | [ 21 ] |  |
| Inovação e Experiência de Compra Em E-commerce | Shein \| Campanhas Promocionais                |              | TOP3          | [ 21 ] |  |
| Instagrammer do Ano                            | Whindersson Nunes                              | Venceu       |               | [ 21 ] |  |
| Instagrammer do Ano                            | Virginia Fonseca                               | TOP3         | Venceu        | [ 21 ] |  |
| Instagrammer do Ano                            | Tata Werneck                                   | TOP3         |               | [ 21 ] |  |
| Instagrammer do Ano                            | Bruna Marquezine                               |              | TOP3          | [ 21 ] |  |
| Jornalista Influenciador                       | Kim Paim                                       | Venceu       |               | [ 21 ] |  |
| Jornalista Influenciador                       | Andréia Sadi                                   |              | Venceu        | [ 21 ] |  |
| Jornalista Influenciador                       | Helder Maldonado                               | TOP3         |               | [ 21 ] |  |
| Jornalista Influenciador                       | Sandra Annenberg                               | TOP3         |               | [ 21 ] |  |
| Jornalista Influenciador                       | Guga Noblat                                    |              | TOP3          | [ 21 ] |  |
| Jornalista Influenciador                       | Augusto Nunes                                  |              | TOP3          | [ 21 ] |  |
| LGBTQIA+                                       | Rita von Hunty \| Tempero Drag                 | Venceu       | TOP3          | [ 21 ] |  |
| LGBTQIA+                                       | Louie Ponto                                    |              | Venceu        | [ 21 ] |  |
| LGBTQIA+                                       | Anna Bagunceira                                | TOP3         |               | [ 21 ] |  |
| LGBTQIA+                                       | Carol Jacques e Carol de Paula                 | TOP3         | TOP3          | [ 21 ] |  |
| Marketplaces                                   | Mercado Livre                                  | Venceu       | TOP3          | [ 21 ] |  |
| Marketplaces                                   | Amazon                                         | TOP3         | Venceu        | [ 21 ] |  |
| Marketplaces                                   | Magalu                                         | TOP3         | TOP3          | [ 21 ] |  |
| Meio Ambiente e Sustentabilidade               | Biólogo Henrique                               | Venceu       |               | [ 21 ] |  |
| Meio Ambiente e Sustentabilidade               | André Trigueiro                                |              | Venceu        | [ 21 ] |  |
| Meio Ambiente e Sustentabilidade               | Richard Rasmussen                              | TOP3         | TOP3          | [ 21 ] |  |
| Meio Ambiente e Sustentabilidade               | Biomesquita                                    | TOP3         |               | [ 21 ] |  |
| Meio Ambiente e Sustentabilidade               | SOS Mata Atlântica                             |              | TOP3          | [ 21 ] |  |
| Moda                                           | Isabella Fiorentino                            | Venceu       | Venceu        | [ 21 ] |  |
| Moda                                           | Sasha Meneghel                                 | TOP3         |               | [ 21 ] |  |
| Moda                                           | Arlindo Grund                                  | TOP3         |               | [ 21 ] |  |
| Moda                                           | Ana Paula Siebert                              |              | TOP3          | [ 21 ] |  |
| Moda                                           | Vogue                                          |              | TOP3          | [ 21 ] |  |
| Notícias e Jornalismo                          | Jovem Pan News                                 | Venceu       | TOP3          | [ 21 ] |  |
| Notícias e Jornalismo                          | G1                                             | TOP3         | Venceu        | [ 21 ] |  |
| Notícias e Jornalismo                          | Metrópoles                                     | TOP3         |               | [ 21 ] |  |
| Notícias e Jornalismo                          | CNN Brasil                                     |              | TOP3          | [ 21 ] |  |
| Personalidade Influenciadora                   | Vinicius Jr.                                   | Venceu       |               | [ 21 ] |  |
| Personalidade Influenciadora                   | Casimiro Miguel                                | TOP3         | Venceu        | [ 21 ] |  |
| Personalidade Influenciadora                   | Felipe Neto                                    | TOP3         | TOP3          | [ 21 ] |  |
| Personalidade Influenciadora                   | Virginia Fonseca                               |              | TOP3          | [ 21 ] |  |
| PETS                                           | Malcom Salsicha                                | Venceu       |               | [ 21 ] |  |
| PETS                                           | Super Noopy                                    |              | Venceu        | [ 21 ] |  |
| PETS                                           | Gudan, o Husky                                 | TOP3         | TOP3          | [ 21 ] |  |
| PETS                                           | Mada e Bica                                    | TOP3         | TOP3          | [ 21 ] |  |
| Podcast                                        | Inteligência ltda.                             | Venceu       | TOP3          | [ 21 ] |  |
| Podcast                                        | Flow                                           | TOP3         | Venceu        | [ 21 ] |  |
| Podcast                                        | Desce a Letra Show                             | TOP3         |               | [ 21 ] |  |
| Podcast                                        | Os Sócios Podcast                              |              | TOP3          | [ 21 ] |  |
| Protagonista Influenciador                     | Fernanda Montenegro                            | Venceu       | Venceu        | [ 21 ] |  |
| Protagonista Influenciador                     | Juliano Cazarré                                | TOP3         |               | [ 21 ] |  |
| Protagonista Influenciador                     | Giovanna Antonelli                             | TOP3         | TOP3          | [ 21 ] |  |
| Protagonista Influenciador                     | Taís Araújo                                    |              | TOP3          | [ 21 ] |  |
| Religiões e Crenças                            | Bíblia Sagrada                                 | Venceu       | TOP3          | [ 21 ] |  |
| Religiões e Crenças                            | Espiritismo Brasil Chico Xavier                |              | Venceu        | [ 21 ] |  |
| Religiões e Crenças                            | Federação Espírita Brasileira                  | TOP3         |               | [ 21 ] |  |
| Religiões e Crenças                            | TV Aparecida                                   | TOP3         |               | [ 21 ] |  |
| Religiões e Crenças                            | Rede Vida                                      |              | TOP3          | [ 21 ] |  |
| Revelação Digital Em Beleza                    | Lore Souza                                     | Venceu       |               | [ 21 ] |  |
| Revelação Digital Em Beleza                    | Evelyn Thalia \| Cenourinha                    | TOP3         | Venceu        | [ 21 ] |  |
| Revelação Digital Em Beleza                    | Gue Oliveira                                   | TOP3         |               | [ 21 ] |  |
| Revelação Digital Em Beleza                    | Bárbara Gisele \| WappaModa                    |              | TOP3          | [ 21 ] |  |
| Revelação Digital Em Beleza                    | Radija Pereira                                 |              | TOP3          | [ 21 ] |  |
| Revelação Digital Em Humor                     | John Leitão                                    | Venceu       |               | [ 21 ] |  |
| Revelação Digital Em Humor                     | Barbixas                                       |              | Venceu        | [ 21 ] |  |
| Revelação Digital Em Humor                     | Paul Cabannes                                  | TOP3         |               | [ 21 ] |  |
| Revelação Digital Em Humor                     | Igor Guimarães                                 | TOP3         | TOP3          | [ 21 ] |  |
| Revelação Digital Em Humor                     | Fabio Rabin                                    |              | TOP3          | [ 21 ] |  |
| Revelação Digital Em Música                    | Ana Castela                                    | Venceu       | Venceu        | [ 21 ] |  |
| Revelação Digital Em Música                    | Gustavo Mioto                                  | TOP3         |               | [ 21 ] |  |
| Revelação Digital Em Música                    | MC Cabelinho                                   | TOP3         |               | [ 21 ] |  |
| Revelação Digital Em Música                    | Israel e Rodolffo                              |              | TOP3          | [ 21 ] |  |
| Revelação Digital Em Música                    | Matheus & Karuan                               |              | TOP3          | [ 21 ] |  |
| Saúde                                          | Dr. Fernando Lemos                             | Venceu       |               | [ 21 ] |  |
| Saúde                                          | Drauzio Varela \| Portal Drauzio               |              | Venceu        | [ 21 ] |  |
| Saúde                                          | Dra. Ana Beatriz Barbosa                       | TOP3         | TOP3          | [ 21 ] |  |
| Saúde                                          | Ana Bárbara Jannuzzi Lagoeiro                  |              | TOP3          | [ 21 ] |  |
| Streamer Influenciador                         | Casimiro Miguel                                | Venceu       | TOP3          | [ 21 ] |  |
| Streamer Influenciador                         | Bagi \| Gabriela Cattuzzo                      | TOP3         | Venceu        | [ 21 ] |  |
| Streamer Influenciador                         | Alan Ferreira \| Alanzoka                      | TOP3         |               | [ 21 ] |  |
| Streamer Influenciador                         | Gaules \| Alexandre Borba                      |              | TOP3          | [ 21 ] |  |
| Superapps                                      | iFood                                          | Venceu       | TOP3          | [ 21 ] |  |
| Superapps                                      | WhatsApp                                       | TOP3         | Venceu        | [ 21 ] |  |
| Superapps                                      | Inter                                          | TOP3         |               | [ 21 ] |  |
| Superapps                                      | Mercado Pago                                   |              | TOP3          | [ 21 ] |  |
| Tecnologia                                     | CanalTech                                      | Venceu       | TOP3          | [ 21 ] |  |
| Tecnologia                                     | TechTudo                                       | TOP3         | Venceu        | [ 21 ] |  |
| Tecnologia                                     | Coisa de Nerd                                  | TOP3         |               | [ 21 ] |  |
| Tecnologia                                     | TecMundo                                       |              | TOP3          | [ 21 ] |  |
| Tiktoker do Ano                                | Jordan e Mel                                   | Venceu       |               | [ 21 ] |  |
| Tiktoker do Ano                                | Tirullipa                                      | TOP3         | Venceu        | [ 21 ] |  |
| Tiktoker do Ano                                | Victor Melo                                    | TOP3         |               | [ 21 ] |  |
| Tiktoker do Ano                                | Larissa Manoela                                |              | TOP3          | [ 21 ] |  |
| Tiktoker do Ano                                | Virginia Fonseca                               |              | TOP3          | [ 21 ] |  |
| Time de E-sports                               | Loud                                           | Venceu       | TOP3          | [ 21 ] |  |
| Time de E-sports                               | Furia                                          | TOP3         | Venceu        | [ 21 ] |  |
| Time de E-sports                               | Corinthians Free Fire                          | TOP3         |               | [ 21 ] |  |
| Time de E-sports                               | paiN Gaming                                    |              | TOP3          | [ 21 ] |  |
| Times de Futebol                               | São Paulo                                      | Venceu       |               | [ 21 ] |  |
| Times de Futebol                               | Palmeiras                                      |              | Venceu        | [ 21 ] |  |
| Times de Futebol                               | Flamengo                                       | TOP3         | TOP3          | [ 21 ] |  |
| Times de Futebol                               | Corinthians                                    | TOP3         |               | [ 21 ] |  |
| Viagem e Turismo                               | Mundo Sem Fim                                  | Venceu       |               | [ 21 ] |  |
| Viagem e Turismo                               | Vibe de Dois                                   | TOP3         | Venceu        | [ 21 ] |  |
| Viagem e Turismo                               | Jayme Drummond \| Carioca no Mundo             |              | TOP3          | [ 21 ] |  |
| Viagem e Turismo                               | Melhores Destinos                              |              | TOP3          | [ 21 ] |  |
| Viagem e Turismo                               | Videocast                                      | Pânico       | Venceu        | [ 21 ] |  |
| Inteligência ltda.                             | Videocast                                      |              | Venceu        | [ 21 ] |  |
| Podpah                                         | Videocast                                      | TOP3         | TOP3          | [ 21 ] |  |
| Flow                                           | Videocast                                      | TOP3         | TOP3          | [ 21 ] |  |
| Youtuber do Ano                                | Peter Jordan \| Ei Nerd                        | Venceu       | TOP3          | [ 21 ] |  |
| Youtuber do Ano                                | Enaldinho \| Enaldo Lopes                      |              | Venceu        | [ 21 ] |  |
| Youtuber do Ano                                | Renato Garcia                                  | TOP3         |               | [ 21 ] |  |
| Youtuber do Ano                                | Iberê Thenório \| Manual do Mundo              | TOP3         | TOP3          | [ 21 ] |  |

## Resultados 2022
| Categoria                        | Finalistas                                   | Voto Popular | Júri Academia | Ref     |        |        |
| -------------------------------- | -------------------------------------------- | ------------ | ------------- | ------- | ------ | ------ |
| Ações Sociais                    | Teleton AACD                                 | Venceu       |               | [ 22 ]  |        |        |
| Ações Sociais                    | Médicos Sem Fronteiras                       | TOP3         | Venceu        | [ 22 ]  |        |        |
| Ações Sociais                    | UNICEF                                       | TOP3         |               | [ 22 ]  |        |        |
| Ações Sociais                    | Gerando Falcões                              |              | TOP3          | [ 22 ]  |        |        |
| Ações Sociais                    | Central Única das Favelas                    |              | TOP3          | [ 22 ]  |        |        |
| Atleta Influenciador             | Falcão 12                                    | Venceu       |               | [ 23 ]  |        |        |
| Atleta Influenciador             | Rayssa Leal                                  | TOP3         | Venceu        | [ 23 ]  |        |        |
| Atleta Influenciador             | Marta Silva                                  | TOP3         | TOP3          | [ 23 ]  |        |        |
| Atleta Influenciador             | Rebeca Andrade                               |              | TOP3          | [ 23 ]  |        |        |
| Bancos Digitais                  | Inter                                        | Venceu       | TOP3          | [ 24 ]  |        |        |
| Bancos Digitais                  | Nubank                                       | TOP3         | Venceu        | [ 24 ]  |        |        |
| Bancos Digitais                  | Mercado Pago                                 | TOP3         |               | [ 24 ]  |        |        |
| Bancos Digitais                  | C6                                           |              | TOP3          | [ 24 ]  |        |        |
| Beleza                           | Juliette Freire                              | Venceu       | TOP3          | [ 25 ]  |        |        |
| Beleza                           | Bianca Andrade                               | TOP3         | Venceu        | [ 25 ]  |        |        |
| Beleza                           | Mari Maria                                   | TOP3         |               | [ 25 ]  |        |        |
| Beleza                           | Camila Coelho                                |              | TOP3          | [ 25 ]  |        |        |
| Brand Persona                    | Zé Gotinha                                   | Venceu       | TOP3          | [ 26 ]  |        |        |
| Brand Persona                    | Lu da Magalu                                 | TOP3         | Venceu        | [ 26 ]  |        |        |
| Brand Persona                    | Dollynho da Dolly                            | TOP3         |               | [ 26 ]  |        |        |
| Brand Persona                    | Nat da Natura                                |              | TOP3          | [ 26 ]  |        |        |
| Celebridades e Fofocas           | Gina Indelicada                              | Venceu       | TOP3          | [ 27 ]  |        |        |
| Celebridades e Fofocas           | Bruno Rocha (Hugo Gloss)                     |              | Venceu        | [ 27 ]  |        |        |
| Celebridades e Fofocas           | Diva Depressão                               | TOP3         |               | [ 27 ]  |        |        |
| Celebridades e Fofocas           | Virou Festa                                  | TOP3         |               | [ 27 ]  |        |        |
| Celebridades e Fofocas           | Gshow                                        |              | TOP3          | [ 27 ]  |        |        |
| Cinema, TV e Streaming           | Ei Nerd                                      | Venceu       |               | [ 28 ]  |        |        |
| Cinema, TV e Streaming           | Marvel                                       | TOP3         | Venceu        | [ 28 ]  |        |        |
| Cinema, TV e Streaming           | Adoro Cinema                                 | TOP3         | TOP3          | [ 28 ]  |        |        |
| Cinema, TV e Streaming           | Omelete                                      |              | TOP3          | [ 28 ]  |        |        |
| Comportamento e Família          | Marcos Mion                                  | Venceu       | Venceu        | [ 29 ]  |        |        |
| Comportamento e Família          | Giovanna Ewbank                              | TOP3         | TOP3          | [ 29 ]  |        |        |
| Comportamento e Família          | Virginia Fonseca                             | TOP3         |               | [ 29 ]  |        |        |
| Comportamento e Família          | Gisele Bündchen                              |              | TOP3          | [ 29 ]  |        |        |
| Conteúdo de Games                | Malena                                       | Venceu       | TOP3          | [ 30 ]  |        |        |
| Conteúdo de Games                | Loud Voltan (Carolina Voltan)                |              | Venceu        | [ 30 ]  |        |        |
| Conteúdo de Games                | Cellbit (Rafael Lange)                       | TOP3         | TOP3          | [ 30 ]  |        |        |
| Conteúdo de Games                | Jazzghost (Juliano Barros)                   | TOP3         |               | [ 30 ]  |        |        |
| Conteúdo Educacional             | Duolingo                                     | Venceu       | TOP3          | [ 31 ]  |        |        |
| Conteúdo Educacional             | Descomplica                                  | TOP3         | Venceu        | [ 31 ]  |        |        |
| Conteúdo Educacional             | Professor Noslen                             | TOP3         |               | [ 31 ]  |        |        |
| Conteúdo Educacional             | Passei Direto                                |              | TOP3          | [ 31 ]  |        |        |
| Corretoras Digitais              | Inter                                        | Venceu       |               | [ 32 ]  |        |        |
| Corretoras Digitais              | XP                                           |              | Venceu        | [ 32 ]  |        |        |
| Corretoras Digitais              | Nuinvest                                     | TOP3         | TOP3          | [ 32 ]  |        |        |
| Corretoras Digitais              | BB Home Broker                               | TOP3         |               | [ 32 ]  |        |        |
| Corretoras Digitais              | BTG Pactual                                  |              | TOP3          | [ 32 ]  |        |        |
| Creator do Ano                   | Peter Jordan                                 | Venceu       |               | [ 33 ]  |        |        |
| Creator do Ano                   | Ian SBF e sócios (Porta dos Fundos)          |              | Venceu        | [ 33 ]  |        |        |
| Creator do Ano                   | Felipe Neto                                  | TOP3         | TOP3          | [ 33 ]  |        |        |
| Creator do Ano                   | Lukas Marques e Daniel Mologni (Você Sabia?) | TOP3         |               | [ 33 ]  |        |        |
| Creator do Ano                   | Konrad Dantas (Kondzilla)                    |              | TOP3          | [ 33 ]  |        |        |
| Culinária e Gastronomia          | Tudo Gostoso                                 | Venceu       | TOP3          | [ 34 ]  |        |        |
| Culinária e Gastronomia          | Paola Carosella                              | TOP3         | Venceu        | [ 34 ]  |        |        |
| Culinária e Gastronomia          | Ana Maria Braga                              | TOP3         |               | [ 34 ]  |        |        |
| Culinária e Gastronomia          | Panelinha                                    |              | TOP3          | [ 34 ]  |        |        |
| Cultura e Curiosidades           | Canal 90                                     | Venceu       |               | [ 35 ]  |        |        |
| Cultura e Curiosidades           | Manual do Mundo                              | TOP3         | Venceu        | [ 35 ]  |        |        |
| Cultura e Curiosidades           | Você Sabia?                                  | TOP3         | TOP3          | [ 35 ]  |        |        |
| Cultura e Curiosidades           | Ciência Todo Dia                             |              | TOP3          | [ 35 ]  |        |        |
| Decoração e Organização          | Organize sem Frescuras                       | Venceu       |               | [ 36 ]  |        |        |
| Decoração e Organização          | Casa Vogue                                   |              | Venceu        | [ 36 ]  |        |        |
| Decoração e Organização          | Doma Arquitetura                             | TOP3         | TOP3          | [ 36 ]  |        |        |
| Decoração e Organização          | Maddu Magalhães                              | TOP3         | TOP3          | [ 36 ]  |        |        |
| Delivery                         | Ifood                                        | Venceu       | Venceu        | [ 37 ]  |        |        |
| Delivery                         | Rappi                                        | TOP3         | TOP3          | [ 37 ]  |        |        |
| Delivery                         | Zé Delivery                                  | TOP3         | TOP3          | [ 37 ]  |        |        |
| Desenvolvimento Pessoal          | Mario Sergio Cortella                        | Venceu       | Venceu        | [ 38 ]  |        |        |
| Desenvolvimento Pessoal          | Augusto Cury                                 | TOP3         |               | [ 38 ]  |        |        |
| Desenvolvimento Pessoal          | Leandro Karnall                              | TOP3         | TOP3          | [ 38 ]  |        |        |
| Desenvolvimento Pessoal          | Monja Coen                                   |              | TOP3          | [ 38 ]  |        |        |
| Diversidade e Inclusão           | Lorrane Silva (Pequena Lo)                   | Venceu       | TOP3          | [ 39 ]  |        |        |
| Diversidade e Inclusão           | Gabi Oliveira                                |              | Venceu        | [ 39 ]  |        |        |
| Diversidade e Inclusão           | Fernando Fernandes                           | TOP3         |               | [ 39 ]  |        |        |
| Diversidade e Inclusão           | Nátaly Neri                                  | TOP3         |               | [ 39 ]  |        |        |
| Diversidade e Inclusão           | Gilda, Helena e Sônia (Avós da Razão)        |              | TOP3          | [ 39 ]  |        |        |
| Economia e Colaborativa          | Mercado Livre                                | Venceu       | Venceu        | [ 40 ]  |        |        |
| Economia e Colaborativa          | Ifood                                        | TOP3         |               | [ 40 ]  |        |        |
| Economia e Colaborativa          | Uber                                         | TOP3         |               | [ 40 ]  |        |        |
| Economia e Colaborativa          | Airbnb                                       |              | TOP3          | [ 40 ]  |        |        |
| Economia e Colaborativa          | Hotmart                                      |              | TOP3          | [ 40 ]  |        |        |
| Economia e Negócios              | Nerds de Negócios                            | Venceu       |               | [ 41 ]  |        |        |
| Economia e Negócios              | Ricardo Amorim                               |              | Venceu        | [ 41 ]  |        |        |
| Economia e Negócios              | Sebrae                                       | TOP3         |               | [ 41 ]  |        |        |
| Economia e Negócios              | Você MAIS Rico - Bruno Perini                | TOP3         |               | [ 41 ]  |        |        |
| Economia e Negócios              | Valor Econômico                              |              | TOP3          | [ 41 ]  |        |        |
| Economia e Negócios              | Miriam Leitão                                |              | TOP3          | [ 41 ]  |        |        |
| Edutech                          | Descomplica                                  | Venceu       | Venceu        | [ 42 ]  |        |        |
| Edutech                          | Me Salva!                                    | TOP3         |               | [ 42 ]  |        |        |
| Edutech                          | Passei Direto                                | TOP3         |               | [ 42 ]  |        |        |
| Edutech                          | Jovens Gênios                                |              | TOP3          | [ 42 ]  |        |        |
| Edutech                          | Trybe                                        |              | TOP3          | [ 42 ]  |        |        |
| Empreendedor Digital             | David Vélez e Cristina Junqueira - Nubank    | Venceu       | Venceu        | [ 43 ]  |        |        |
| Empreendedor Digital             | Fabricio Bloisi - iFood e Movile             | TOP3         | TOP3          | [ 43 ]  |        |        |
| Empreendedor Digital             | João Pedro Resende - Hotmart                 | TOP3         | TOP3          | [ 43 ]  |        |        |
| Esportes                         | Casimiro                                     | Venceu       |               | [ 44 ]  |        |        |
| Esportes                         | Ge                                           |              | Venceu        | [ 44 ]  |        |        |
| Esportes                         | Denilson Show                                | TOP3         |               | [ 44 ]  |        |        |
| Esportes                         | Jovem Pan Esportes                           | TOP3         |               | [ 44 ]  |        |        |
| Esportes                         | ESPN                                         |              | TOP3          | [ 44 ]  |        |        |
| E-Sports                         | Loud                                         | Venceu       |               | [ 45 ]  |        |        |
| E-Sports                         | Corinthians Free Fire                        | TOP3         | Venceu        | [ 45 ]  |        |        |
| E-Sports                         | Garena Free Fire                             | TOP3         |               | [ 45 ]  |        |        |
| E-Sports                         | paiN Gaming                                  |              | TOP3          | [ 45 ]  |        |        |
| E-Sports                         | Los Grandes                                  |              | TOP3          | [ 45 ]  |        |        |
| Experiência de Compra            | Mercado Livre - Entrega Rápida               | Venceu       | Venceu        | [ 46 ]  |        |        |
| Experiência de Compra            | Amazon - Personalização                      | TOP3         | TOP3          | [ 46 ]  |        |        |
| Experiência de Compra            | Americanas - Profundidade de Portfolio       | TOP3         |               | [ 46 ]  |        |        |
| Experiência de Compra            | Magalu - Integração em Canais de Venda       |              | TOP3          | [ 46 ]  |        |        |
| Fandom Brasil                    | Corujas do Felipe Neto                       | Venceu       | TOP3          | [ 47 ]  |        |        |
| Fandom Brasil                    | Cactos da Juliette                           | TOP3         | Venceu        | [ 47 ]  |        |        |
| Fandom Brasil                    | Gusttavetes do Gusttavo Lima                 | TOP3         |               | [ 47 ]  |        |        |
| Fandom Brasil                    | Anitters da Anitta                           |              | TOP3          | [ 47 ]  |        |        |
| Fandom de Música                 | Cactos da Juliette                           | Venceu       | Venceu        | [ 48 ]  |        |        |
| Fandom de Música                 | Fandom da Simone Mendes                      | TOP3         |               | [ 48 ]  |        |        |
| Fandom de Música                 | Gusttavetes do Gusttavo Lima                 | TOP3         |               | [ 48 ]  |        |        |
| Fandom de Música                 | Anitters da Anitta                           |              | TOP3          | [ 48 ]  |        |        |
| Fandom de Música                 | Zamuris da Ivete Sangalo                     |              | TOP3          | [ 48 ]  |        |        |
| Fast Food                        | McDonald's                                   | Venceu       | Venceu        | [ 49 ]  |        |        |
| Fast Food                        | Burger King                                  | TOP3         | TOP3          | [ 49 ]  |        |        |
| Fast Food                        | Subway                                       | TOP3         |               | [ 49 ]  |        |        |
| Fast Food                        | Domino's Pizza                               |              | TOP3          | [ 49 ]  |        |        |
| Fintech                          | Nubank                                       | Venceu       | Venceu        | [ 50 ]  |        |        |
| Fintech                          | Inter                                        | TOP3         |               | [ 50 ]  |        |        |
| Fintech                          | Picpay                                       | TOP3         |               | [ 50 ]  |        |        |
| Fintech                          | Ame Digital                                  |              | TOP3          | [ 50 ]  |        |        |
| Fintech                          | C6                                           |              | TOP3          | [ 50 ]  |        |        |
| Fitness e Wellness               | Renato Cariani                               | Venceu       |               | [ 51 ]  |        |        |
| Fitness e Wellness               | Maíra Cardi                                  | Venceu       |               | [ 51 ]  |        |        |
| Fitness e Wellness               | FitDance                                     | TOP3         |               | [ 51 ]  |        |        |
| Fitness e Wellness               | Leo Stronda                                  | TOP3         |               | [ 51 ]  |        |        |
| Fitness e Wellness               | Exercício em Casa                            |              | TOP3          | [ 51 ]  |        |        |
| Fitness e Wellness               | Carol Vaz                                    |              | TOP3          | [ 51 ]  |        |        |
| Futebolista Influenciador        | Neymar Jr.                                   | Venceu       | TOP3          | [ 52 ]  |        |        |
| Futebolista Influenciador        | Marcelo Twelve                               |              | Venceu        | [ 52 ]  |        |        |
| Futebolista Influenciador        | Ronaldinho Gaúcho                            | TOP3         |               | [ 52 ]  |        |        |
| Futebolista Influenciador        | Ronaldo Nazário                              | TOP3         | TOP3          | [ 52 ]  |        |        |
| Gamer do Ano                     | Alanzoka (Alan Ferreira)                     | Venceu       |               | [ 53 ]  |        |        |
| Gamer do Ano                     | Julia MineGirl                               | TOP3         | Venceu        | [ 53 ]  |        |        |
| Gamer do Ano                     | Games EduUu                                  | TOP3         |               | [ 53 ]  |        |        |
| Gamer do Ano                     | Gaules (Alexandre Gaules)                    |              | TOP3          | [ 53 ]  |        |        |
| Gamer do Ano                     | Authentic Games (Marco Túlio)                |              | TOP3          | [ 53 ]  |        |        |
| Gospel                           | Aline Barros                                 | Venceu       | Venceu        | [ 54 ]  |        |        |
| Gospel                           | Bruna Karla                                  | TOP3         | TOP3          | [ 54 ]  |        |        |
| Gospel                           | Fernandinho                                  | TOP3         |               | [ 54 ]  |        |        |
| Gospel                           | Isadora Pompeo                               |              | TOP3          | [ 54 ]  |        |        |
| Governo Estadual                 | Poupatempo São Paulo                         | Venceu       | Venceu        | [ 55 ]  |        |        |
| Governo Estadual                 | MG App                                       | TOP3         | TOP3          | [ 55 ]  |        |        |
| Governo Estadual                 | RS.GOV.BR                                    | TOP3         |               | [ 55 ]  |        |        |
| Governo Estadual                 | Carioca Digital                              |              | TOP3          | [ 55 ]  |        |        |
| Governo Federal                  | Pix                                          | Venceu       | Venceu        | [ 56 ]  |        |        |
| Governo Federal                  | Carteira Digital de Trânsito                 | TOP3         | TOP3          | [ 56 ]  |        |        |
| Governo Federal                  | gov.br                                       | TOP3         | TOP3          | [ 56 ]  |        |        |
| HealthTech                       | Dr. Consulta                                 | Venceu       | Venceu        | [ 57 ]  |        |        |
| HealthTech                       | Clique Farma                                 | TOP3         |               | [ 57 ]  |        |        |
| HealthTech                       | Doctoralia                                   | TOP3         | TOP3          | [ 57 ]  |        |        |
| HealthTech                       | Alice                                        |              | TOP3          | [ 57 ]  |        |        |
| Humor                            | Danilo Gentili                               | Venceu       |               | [ 58 ]  |        |        |
| Humor                            | Porta dos Fundos                             |              | Venceu        | [ 58 ]  |        |        |
| Humor                            | Tatá Werneck                                 | TOP3         | TOP3          | [ 58 ]  |        |        |
| Humor                            | Whindersson Nunes                            | TOP3         |               | [ 58 ]  |        |        |
| Humor                            | Fábio Porchat                                |              | TOP3          | [ 58 ]  |        |        |
| Infantil                         | Disney                                       | Venceu       | TOP3          | [ 59 ]  |        |        |
| Infantil                         | Turma da Mônica                              | TOP3         | Venceu        | [ 59 ]  |        |        |
| Infantil                         | Mundo Bita                                   | TOP3         | TOP3          | [ 59 ]  |        |        |
| Influenciador Amazonas           | Malvino Salvador                             | Venceu       | TOP3          | [ 60 ]  |        |        |
| Influenciador Amazonas           | Vivian Amorim                                | TOP3         | Venceu        | [ 60 ]  |        |        |
| Influenciador Amazonas           | Ruivinha de Marte                            | TOP3         |               | [ 60 ]  |        |        |
| Influenciador Amazonas           | Fabíola Gadelha                              |              | TOP3          | [ 60 ]  |        |        |
| Influenciador Bahia              | Simone Mendes                                | Venceu       |               | [ 61 ]  |        |        |
| Influenciador Bahia              | Ivete Sangalo                                | TOP3         | Venceu        | [ 61 ]  |        |        |
| Influenciador Bahia              | Lorena Improta                               | TOP3         |               | [ 61 ]  |        |        |
| Influenciador Bahia              | Mari Gonzalez                                |              | TOP3          | [ 61 ]  |        |        |
| Influenciador Bahia              | Pitty                                        |              | TOP3          | [ 61 ]  |        |        |
| Influenciador Brasília           | Cátia Damasceno                              | Venceu       |               | [ 62 ]  |        |        |
| Influenciador Brasília           | Bruno Rocha (Hugo Gloss)                     | TOP3         | Venceu        | [ 62 ]  |        |        |
| Influenciador Brasília           | Lucas Lira (Invento na Hora)                 | TOP3         |               | [ 62 ]  |        |        |
| Influenciador Brasília           | Lúcia Helena Galvão                          |              | TOP3          | [ 62 ]  |        |        |
| Influenciador Brasília           | Andréia Sadi                                 |              | TOP3          | [ 62 ]  |        |        |
| Influenciador Ceará              | Tirullipa                                    | Venceu       |               | [ 63 ]  |        |        |
| Influenciador Ceará              | Renato Aragão                                |              | Venceu        | [ 63 ]  |        |        |
| Influenciador Ceará              | Mileide Mihaile                              | TOP3         |               | [ 63 ]  |        |        |
| Influenciador Ceará              | Tom Cavalcante                               | TOP3         | TOP3          | [ 63 ]  |        |        |
| Influenciador Ceará              | Matuê                                        |              | TOP3          | [ 63 ]  |        |        |
| Influenciador Espírito Santo     | Padre Patrick Fernandes                      | Venceu       |               | [ 64 ]  |        |        |
| Influenciador Espírito Santo     | Silva                                        |              | Venceu        | [ 64 ]  |        |        |
| Influenciador Espírito Santo     | Chay Suede                                   | TOP3         | TOP3          | [ 64 ]  |        |        |
| Influenciador Espírito Santo     | Roberto Carlos                               | TOP3         | TOP3          | [ 64 ]  |        |        |
| Influenciador Goiás              | Gusttavo Lima                                | Venceu       |               | [ 65 ]  |        |        |
| Influenciador Goiás              | Alok                                         | TOP3         | Venceu        | [ 65 ]  |        |        |
| Influenciador Goiás              | Zé Felipe                                    | TOP3         | TOP3          | [ 65 ]  |        |        |
| Influenciador Goiás              | Camila Pudim                                 |              | TOP3          | [ 65 ]  |        |        |
| Influenciador Linkedin           | Mario Sergio Cortella                        | Venceu       | TOP3          | [ 66 ]  |        |        |
| Influenciador Linkedin           | Ricardo Amorim                               | TOP3         | Venceu        | [ 66 ]  |        |        |
| Influenciador Linkedin           | Camila Farani                                | TOP3         |               | [ 66 ]  |        |        |
| Influenciador Linkedin           | Luiza Helena Trajano                         |              | TOP3          | [ 66 ]  |        |        |
| Influenciador Mato Grosso        | Otaviano Costa                               | Venceu       | TOP3          | [ 67 ]  |        |        |
| Influenciador Mato Grosso        | Vanessa da Mata                              |              | Venceu        | [ 67 ]  |        |        |
| Influenciador Mato Grosso        | Maiara                                       | TOP3         |               | [ 67 ]  |        |        |
| Influenciador Mato Grosso        | Maraisa                                      | TOP3         |               | [ 67 ]  |        |        |
| Influenciador Mato Grosso        | Wendell Carvalho                             |              | TOP3          | [ 67 ]  |        |        |
| Influenciador Minas Gerais       | Padre Fábio de Melo                          | Venceu       | TOP3          | [ 68 ]  |        |        |
| Influenciador Minas Gerais       | Isis Valverde                                | TOP3         | Venceu        | [ 68 ]  |        |        |
| Influenciador Minas Gerais       | Lucas Rangel                                 | TOP3         |               | [ 68 ]  |        |        |
| Influenciador Minas Gerais       | Rafa Kalimann                                |              | TOP3          | [ 68 ]  |        |        |
| Influenciador Pará               | Murilo Couto                                 | Venceu       | TOP3          | [ 69 ]  |        |        |
| Influenciador Pará               | Joelma                                       |              | Venceu        | [ 69 ]  |        |        |
| Influenciador Pará               | Júlio e Eu (Tharcysio Lang)                  | TOP3         |               | [ 69 ]  |        |        |
| Influenciador Pará               | Victor Nogueira (Senhor Alguém)              | TOP3         |               | [ 69 ]  |        |        |
| Influenciador Pará               | Gaby Amarantos                               |              | TOP3          | [ 69 ]  |        |        |
| Influenciador Paraná             | Celso Portiolli                              | Venceu       | TOP3          | [ 70 ]  |        |        |
| Influenciador Paraná             | Grazi Massafera                              | TOP3         | Venceu        | [ 70 ]  |        |        |
| Influenciador Paraná             | Larissa Manoela                              | TOP3         |               | [ 70 ]  |        |        |
| Influenciador Paraná             | Professor Noslen                             |              | TOP3          | [ 70 ]  |        |        |
| Influenciador Pernambuco         | Sikera Junior                                | Venceu       |               | [ 71 ]  |        |        |
| Influenciador Pernambuco         | Gil do Vigor                                 | TOP3         | Venceu        | [ 71 ]  |        |        |
| Influenciador Pernambuco         | Tiringa                                      | TOP3         | TOP3          | [ 71 ]  |        |        |
| Influenciador Pernambuco         | Zé Vaqueiro                                  |              | TOP3          | [ 71 ]  |        |        |
| Influenciador Rio de Janeiro     | Felipe Neto                                  | Venceu       |               | [ 72 ]  |        |        |
| Influenciador Rio de Janeiro     | Tata Werneck                                 | TOP3         | Venceu        | [ 72 ]  |        |        |
| Influenciador Rio de Janeiro     | Casimiro                                     | TOP3         | TOP3          | [ 72 ]  |        |        |
| Influenciador Rio de Janeiro     | Anitta                                       |              | TOP3          | [ 72 ]  |        |        |
| Influenciador Rio Grande do Sul  | Ronaldinho                                   | Venceu       |               | [ 73 ]  |        |        |
| Influenciador Rio Grande do Sul  | Xuxa Meneghel                                |              | Venceu        | [ 73 ]  |        |        |
| Influenciador Rio Grande do Sul  | Gisele Bündchen                              | TOP3         | TOP3          | [ 73 ]  |        |        |
| Influenciador Rio Grande do Sul  | Luísa Sonza                                  | TOP3         |               | [ 73 ]  |        |        |
| Influenciador Rio Grande do Sul  | Alessandra Ambrosio                          |              | TOP3          | [ 73 ]  |        |        |
| Influenciador Santa Catarina     | Rodrigo Hilbert                              | Venceu       | Venceu        | [ 74 ]  |        |        |
| Influenciador Santa Catarina     | Mister Emerson                               | TOP3         |               | [ 74 ]  |        |        |
| Influenciador Santa Catarina     | Morgana Santana Metzner                      | TOP3         |               | [ 74 ]  |        |        |
| Influenciador Santa Catarina     | Christian Figueiredo                         |              | TOP3          | [ 74 ]  |        |        |
| Influenciador Santa Catarina     | Maicon Küster                                |              | TOP3          | [ 74 ]  |        |        |
| Influenciador São Paulo          | Iberê Thenório (Manual do Mundo)             | Venceu       |               | [ 75 ]  |        |        |
| Influenciador São Paulo          | Marcos Mion                                  | TOP3         | Venceu        | [ 75 ]  |        |        |
| Influenciador São Paulo          | Maisa Silva                                  | TOP3         | TOP3          | [ 75 ]  |        |        |
| Influenciador São Paulo          | Luciano Huck                                 |              | TOP3          | [ 75 ]  |        |        |
| Influenciador Twitter            | Felipe Neto                                  | Venceu       |               | [ 76 ]  |        |        |
| Influenciador Twitter            | Marcos Mion                                  |              | Venceu        | [ 76 ]  |        |        |
| Influenciador Twitter            | Danilo Gentili                               | TOP3         |               | [ 76 ]  |        |        |
| Influenciador Twitter            | Juliette Freire                              | TOP3         |               | [ 76 ]  |        |        |
| Influenciador Twitter            | Luciano Huck                                 |              | TOP3          | [ 76 ]  |        |        |
| Influenciador Twitter            | Whindersson Nunes                            |              | TOP3          | [ 76 ]  |        |        |
| Inovação em E-commerce           | Amazon - Integração com Alexa                | Venceu       | TOP3          | [ 77 ]  |        |        |
| Inovação em E-commerce           | Mercado Livre - Live Channel                 | TOP3         | Venceu        | [ 77 ]  |        |        |
| Inovação em E-commerce           | Americanas - Entrega em 3h                   | TOP3         |               | [ 77 ]  |        |        |
| Inovação em E-commerce           | Magalu - Carteira Digital                    |              | TOP3          | [ 77 ]  |        |        |
| Instagrammer do Ano              | Juliette Freire                              | Venceu       |               | [ 78 ]  |        |        |
| Instagrammer do Ano              | Anitta                                       |              | Venceu        | [ 78 ]  |        |        |
| Instagrammer do Ano              | Virginia Fonseca                             | TOP3         |               | [ 78 ]  |        |        |
| Instagrammer do Ano              | Whindersson Nunes                            | TOP3         | TOP3          | [ 78 ]  |        |        |
| Instagrammer do Ano              | Tata Werneck                                 |              | TOP3          | [ 78 ]  |        |        |
| Investimentos                    | Touro de Ouro com Pablo Spyer                | Venceu       |               | [ 79 ]  |        |        |
| Investimentos                    | InfoMoney                                    |              | Venceu        | [ 79 ]  |        |        |
| Investimentos                    | Me Poupe! por Nathalia Arcuri                | TOP3         | TOP3          | [ 79 ]  |        |        |
| Investimentos                    | O Primo Rico                                 | TOP3         | TOP3          | [ 79 ]  |        |        |
| LGBTQIA+                         | Klébio Damas                                 | Venceu       |               | [ 80 ]  |        |        |
| LGBTQIA+                         | Tempero Drag                                 |              | Venceu        | [ 80 ]  |        |        |
| LGBTQIA+                         | Lorelay Fox                                  | TOP3         | TOP3          | [ 80 ]  |        |        |
| LGBTQIA+                         | Mandy Candy                                  |              | TOP3          | [ 80 ]  |        |        |
| LGBTQIA+                         | Maquininha de Cartão                         | Mercado Pago | Venceu        | [ 80 ]  | Venceu | [ 81 ] |
| Cielo                            | Maquininha de Cartão                         | TOP3         | TOP3          |         |        | [ 81 ] |
| PagSeguro PagBank                | Maquininha de Cartão                         | TOP3         |               |         |        | [ 81 ] |
| Stone                            | Maquininha de Cartão                         |              | TOP3          |         |        | [ 81 ] |
| Marketplace                      | Shopee                                       | Venceu       |               | [ 82 ]  |        |        |
| Marketplace                      | Mercado Livre                                | TOP3         | Venceu        | [ 82 ]  |        |        |
| Marketplace                      | Amazon                                       | TOP3         | TOP3          | [ 82 ]  |        |        |
| Marketplace                      | Americanas                                   |              | TOP3          | [ 82 ]  |        |        |
| Meio Ambiente e Sustentabilidade | Richard Rasmussen                            | Venceu       |               | [ 83 ]  |        |        |
| Meio Ambiente e Sustentabilidade | André Trigueiro - Mundo Sustentável          |              | Venceu        | [ 83 ]  |        |        |
| Meio Ambiente e Sustentabilidade | Instituto Onça-Pintada                       | TOP3         |               | [ 83 ]  |        |        |
| Meio Ambiente e Sustentabilidade | WWF                                          | TOP3         |               | [ 83 ]  |        |        |
| Meio Ambiente e Sustentabilidade | Gisele Bündchen                              |              | TOP3          | [ 83 ]  |        |        |
| Meio Ambiente e Sustentabilidade | Bela Gil                                     |              | TOP3          | [ 83 ]  |        |        |
| Mobilidade                       | Google Maps                                  | Venceu       |               | [ 84 ]  |        |        |
| Mobilidade                       | Uber                                         | TOP3         | Venceu        | [ 84 ]  |        |        |
| Mobilidade                       | Waze                                         | TOP3         | TOP3          | [ 84 ]  |        |        |
| Mobilidade                       | 99                                           |              | TOP3          | [ 84 ]  |        |        |
| Moda                             | Isabella Fiorentino                          | Venceu       |               | [ 85 ]  |        |        |
| Moda                             | Vogue                                        | TOP3         | Venceu        | [ 85 ]  |        |        |
| Moda                             | Renata Meins                                 | TOP3         |               | [ 85 ]  |        |        |
| Moda                             | Garotas Estúpidas                            |              | TOP3          | [ 85 ]  |        |        |
| Moda                             | Gloria Kalil                                 |              | TOP3          | [ 85 ]  |        |        |
| Notícias e Jornalismo            | G1                                           | Venceu       |               | [ 86 ]  |        |        |
| Notícias e Jornalismo            | O Globo                                      |              | Venceu        | [ 86 ]  |        |        |
| Notícias e Jornalismo            | Jornal da Record                             | TOP3         |               | [ 86 ]  |        |        |
| Notícias e Jornalismo            | Jovem Pan News                               | TOP3         |               | [ 86 ]  |        |        |
| Notícias e Jornalismo            | O Antagonista                                |              | TOP3          | [ 86 ]  |        |        |
| Notícias e Jornalismo            | Estadão                                      |              | TOP3          | [ 86 ]  |        |        |
| Opinião e Cidadania              | Felipe Neto                                  | Venceu       |               | [ 87 ]  |        |        |
| Opinião e Cidadania              | Ricardo Amorim                               |              | Venceu        | [ 87 ]  |        |        |
| Opinião e Cidadania              | Alexandre Garcia                             | TOP3         | TOP3          | [ 87 ]  |        |        |
| Opinião e Cidadania              | Danilo Gentili                               | TOP3         |               | [ 87 ]  |        |        |
| Opinião e Cidadania              | Fábio Porchat                                |              | TOP3          | [ 87 ]  |        |        |
| Personalidade da Música          | Gusttavo Lima                                | Venceu       |               | [ 88 ]  |        |        |
| Personalidade da Música          | Anitta                                       | TOP3         | Venceu        | [ 88 ]  |        |        |
| Personalidade da Música          | Alok                                         | TOP3         | TOP3          | [ 88 ]  |        |        |
| Personalidade da Música          | Ludmilla                                     |              | TOP3          | [ 88 ]  |        |        |
| Personalidade do Ano             | Felipe Neto                                  | Venceu       |               | [ 89 ]  |        |        |
| Personalidade do Ano             | Anitta                                       |              | Venceu        | [ 89 ]  |        |        |
| Personalidade do Ano             | Juliette Freire                              | TOP3         | TOP3          | [ 89 ]  |        |        |
| Personalidade do Ano             | Marcos Mion                                  | TOP3         | TOP3          | [ 89 ]  |        |        |
| Personalidade Religiosa          | Pastor Claudio Duarte                        | Venceu       | TOP3          | [ 90 ]  |        |        |
| Personalidade Religiosa          | Padre Fábio de Melo                          | TOP3         | Venceu        | [ 90 ]  |        |        |
| Personalidade Religiosa          | Padre Marcelo Rossi                          | TOP3         | TOP3          | [ 90 ]  |        |        |
| Pets                             | Júlio e Eu (Tharcysio Lang)                  | Venceu       |               | [ 91 ]  |        |        |
| Pets                             | Luisa Mell                                   |              | Venceu        | [ 91 ]  |        |        |
| Pets                             | Gudan, o Husky                               | TOP3         |               | [ 91 ]  |        |        |
| Pets                             | Malcom Salsicha (Gustavo Ramos)              | TOP3         | TOP3          | [ 91 ]  |        |        |
| Pets                             | Pequenos Príncipes                           |              | TOP3          | [ 91 ]  |        |        |
| Podcast                          | Pânico                                       | Venceu       |               | [ 92 ]  |        |        |
| Podcast                          | O Assunto                                    |              | Venceu        | [ 92 ]  |        |        |
| Podcast                          | Podcats                                      | TOP3         |               | [ 92 ]  |        |        |
| Podcast                          | Podpah                                       | TOP3         |               | [ 92 ]  |        |        |
| Podcast                          | Café da Manhã                                |              | TOP3          | [ 92 ]  |        |        |
| Podcast                          | Mano a Mano                                  |              | TOP3          | [ 92 ]  |        |        |
| Política                         | Os Pingos Nos Is                             | Venceu       | TOP3          | [ 93 ]  |        |        |
| Política                         | O Antagonista                                | TOP3         | Venceu        | [ 93 ]  |        |        |
| Política                         | Te Atualizei                                 | TOP3         |               | [ 93 ]  |        |        |
| Política                         | Revista Piauí                                |              | TOP3          | [ 93 ]  |        |        |
| Religiões e Crenças              | Bíblia Sagrada                               | Venceu       | TOP3          | [ 94 ]  |        |        |
| Religiões e Crenças              | TV Aparecida                                 |              | Venceu        | [ 94 ]  |        |        |
| Religiões e Crenças              | 3 Palavrinhas                                | TOP3         |               | [ 94 ]  |        |        |
| Religiões e Crenças              | Canção Nova                                  | TOP3         |               | [ 94 ]  |        |        |
| Religiões e Crenças              | Rede Vida                                    |              | TOP3          | [ 94 ]  |        |        |
| Revelação Digital em Beleza      | Rodrigo Cintra                               | Venceu       | TOP3          | [ 95 ]  |        |        |
| Revelação Digital em Beleza      | Patrícia Ramos                               | TOP3         | Venceu        | [ 95 ]  |        |        |
| Revelação Digital em Beleza      | Renata Santti                                | TOP3         |               | [ 95 ]  |        |        |
| Revelação Digital em Beleza      | Marina Ferrari                               |              | TOP3          | [ 95 ]  |        |        |
| Revelação Digital em Humor       | Matheus Costa                                | Venceu       | Venceu        | [ 96 ]  |        |        |
| Revelação Digital em Humor       | Jooj Natu                                    | TOP3         |               | [ 96 ]  |        |        |
| Revelação Digital em Humor       | Oli Natu                                     | TOP3         |               | [ 96 ]  |        |        |
| Revelação Digital em Humor       | Letícia Pedro                                |              | TOP3          | [ 96 ]  |        |        |
| Revelação Digital em Humor       | Diogo Defante                                |              | TOP3          | [ 96 ]  |        |        |
| Revelação Digital em Música      | João Gomes                                   | Venceu       |               | [ 97 ]  |        |        |
| Revelação Digital em Música      | Gloria Groove                                | TOP3         | Venceu        | [ 97 ]  |        |        |
| Revelação Digital em Música      | Zé Felipe                                    | TOP3         |               | [ 97 ]  |        |        |
| Revelação Digital em Música      | Xamã                                         |              | TOP3          | [ 97 ]  |        |        |
| Revelação Digital em Música      | Pedro Sampaio                                |              | TOP3          | [ 97 ]  |        |        |
| Saúde                            | Nutricionista Patricia Leite                 | Venceu       | TOP3          | [ 98 ]  |        |        |
| Saúde                            | Portal Drauzio                               | TOP3         | Venceu        | [ 98 ]  |        |        |
| Saúde                            | Bem Estar                                    | TOP3         | TOP3          | [ 98 ]  |        |        |
| Streamer do Ano                  | Casimiro                                     | Venceu       | Venceu        | [ 99 ]  |        |        |
| Streamer do Ano                  | Alanzoka (Alan Ferreira)                     | TOP3         | TOP3          | [ 99 ]  |        |        |
| Streamer do Ano                  | Nobru (Bruno Goes)                           | TOP3         |               | [ 99 ]  |        |        |
| Streamer do Ano                  | Cellbit (Rafael Lange)                       |              | TOP3          | [ 99 ]  |        |        |
| Superapps                        | Inter                                        | Venceu       |               | [ 100 ] |        |        |
| Superapps                        | Ifood                                        | TOP3         | Venceu        | [ 100 ] |        |        |
| Superapps                        | Mercado Pago                                 | TOP3         |               | [ 100 ] |        |        |
| Superapps                        | Magalu                                       |              | TOP3          | [ 100 ] |        |        |
| Superapps                        | Rappi                                        |              | TOP3          | [ 100 ] |        |        |
| Supermercados                    | Mercado Livre                                | Venceu       |               | [ 101 ] |        |        |
| Supermercados                    | Pão de Açúcar                                |              | Venceu        | [ 101 ] |        |        |
| Supermercados                    | Americanas                                   | TOP3         |               | [ 101 ] |        |        |
| Supermercados                    | Carrefour                                    | TOP3         |               | [ 101 ] |        |        |
| Supermercados                    | Rappi                                        |              | TOP3          | [ 101 ] |        |        |
| Supermercados                    | Hortifruti                                   |              | TOP3          | [ 101 ] |        |        |
| Tecnologia                       | Coisa de Nerd                                | Venceu       |               | [ 102 ] |        |        |
| Tecnologia                       | TechTudo                                     | TOP3         | Venceu        | [ 102 ] |        |        |
| Tecnologia                       | Canaltech                                    | TOP3         | TOP3          | [ 102 ] |        |        |
| Tecnologia                       | TecMundo                                     |              | TOP3          | [ 102 ] |        |        |
| Tiktoker do Ano                  | Luva de Pedreiro (Iran Ferreira)             | Venceu       | Venceu        | [ 103 ] |        |        |
| Tiktoker do Ano                  | Juliette Freire                              | TOP3         | TOP3          | [ 103 ] |        |        |
| Tiktoker do Ano                  | Virginia Fonseca                             | TOP3         | TOP3          | [ 103 ] |        |        |
| Times de Futebol                 | Flamengo                                     | Venceu       |               | [ 104 ] |        |        |
| Times de Futebol                 | Corinthians                                  | TOP3         | Venceu        | [ 104 ] |        |        |
| Times de Futebol                 | Vasco da Gama                                | TOP3         |               | [ 104 ] |        |        |
| Times de Futebol                 | São Paulo                                    |              | TOP3          | [ 104 ] |        |        |
| Times de Futebol                 | Atlético Mineiro                             |              | TOP3          | [ 104 ] |        |        |
| Veículo de Opinião               | Os Pingos Nos Is                             | Venceu       | TOP3          | [ 105 ] |        |        |
| Veículo de Opinião               | O Antagonista                                |              | Venceu        | [ 105 ] |        |        |
| Veículo de Opinião               | Morning Show                                 | TOP3         |               | [ 105 ] |        |        |
| Veículo de Opinião               | Podpah                                       | TOP3         |               | [ 105 ] |        |        |
| Veículo de Opinião               | Revista Piauí                                |              | TOP3          | [ 105 ] |        |        |
| Viagem e Turismo                 | Shurastey or Shuraigow (Em Memória)          | Venceu       | TOP3          | [ 106 ] |        |        |
| Viagem e Turismo                 | Melhores Destinos                            | TOP3         | Venceu        | [ 106 ] |        |        |
| Viagem e Turismo                 | Mundo Sem Fim                                | Venceu       | TOP3          | [ 106 ] |        |        |
| Viagem e Turismo                 | Estevam Pelo Mundo                           |              | TOP3          | [ 106 ] |        |        |
| Viagem e Turismo                 | Carioca no Mundo                             |              | TOP3          | [ 106 ] |        |        |
| Youtuber do Ano                  | Felipe Neto                                  | Venceu       | Venceu        | [ 107 ] |        |        |
| Youtuber do Ano                  | Iberê Thenório (Manual do Mundo)             | TOP3         | TOP3          | [ 107 ] |        |        |
| Youtuber do Ano                  | Lukas Marques e Daniel Mologni (Você Sabia?) | TOP3         |               | [ 107 ] |        |        |
| Youtuber do Ano                  | Whindersson Nunes                            |              | TOP3          | [ 107 ] |        |        |